# Serbia Open 2021
Giải quần vợt Serbia Mở rộng 2021 là một giải quần vợt thi đấu trên mặt sân đất nện ngoài trời. Đây là lần thứ 5 (nam) và lần thứ 1 (nữ) giải đấu được tổ chức. Giải đấu là một phần của ATP Tour 2021 và WTA Tour 2021 và diễn ra ở Belgrade, Serbia; ở giữa tháng 4 (nam) và giữa tháng 5 (nữ).

## Điểm và tiền thưởng

### Phân phối điểm
| Sự kiện | VĐ  | CK  | BK | TK | Vòng 1/16 | Vòng 1/32 | Q  | Q2 | Q1 |
| Đơn     | 250 | 150 | 90 | 45 | 20        | 0         | 12 | 6  | 0  |
| Đôi     | 250 | 150 | 90 | 45 | 0         | —         | —  | —  | —  |

### Tiền thưởng
| Sự kiện | VĐ       | CK      | BK      | TK      | Vòng 1/16 | Vòng 1/32 | Q2     | Q1     |
| Đơn     | €100,225 | €58,885 | €34,710 | €19,840 | €11,480   | €6,710    | €3,280 | €1,705 |
| Đôi*    | €34,510  | €18,590 | €10,560 | €6,030  | €3,550    | —         | —      | —      |

*mỗi đội

## Nội dung đơn ATP

### Hạt giống
| Quốc gia | Tay vợt           | Xếp hạng1 | Hạt giống |
| -------- | ----------------- | --------- | --------- |
| SRB      | Novak Djokovic    | 1         | 1         |
| ITA      | Matteo Berrettini | 10        | 2         |
| RUS      | Aslan Karatsev    | 29        | 3         |
| SRB      | Dušan Lajović     | 31        | 4         |
| SRB      | Filip Krajinović  | 37        | 5         |
| HUN      | Márton Fucsovics  | 40        | 6         |
| AUS      | John Millman      | 44        | 7         |
| SRB      | Miomir Kecmanović | 47        | 8         |
| SRB      | Laslo Đere        | 49        | 9         |

- 1 Bảng xếp hạng vào ngày 12 tháng 4 năm 2021

### Vận động viên khác
Đặc cách:
- Nikola Milojević
- Danilo Petrović
- Viktor Troicki

Vượt qua vòng loại:
- Facundo Bagnis
- Francisco Cerúndolo
- Gianluca Mager
- Arthur Rinderknech

Thua cuộc may mắn:
- Roberto Carballés Baena
- Taro Daniel
- João Sousa

### Rút lui
Trước giải đấu
- Borna Ćorić → thay thế bởi  Federico Delbonis
- Pablo Cuevas → thay thế bởi  João Sousa
- Márton Fucsovics → thay thế bởi  Roberto Carballés Baena
- Gaël Monfils → thay thế bởi  Federico Coria
- Yoshihito Nishioka → thay thế bởi  Kwon Soon-woo
- Emil Ruusuvuori → thay thế bởi  Taro Daniel
- Dominic Thiem → thay thế bởi  Juan Ignacio Londero
- Fernando Verdasco → thay thế bởi  Alexei Popyrin
- Jiří Veselý → thay thế bởi  Marco Cecchinato
- Stan Wawrinka → thay thế bởi  Ričardas Berankis

## Nội dung đôi ATP

### Hạt giống
| Quốc gia | Tay vợt         | Quốc gia | Tay vợt          | Xếp hạng1 | Hạt giống |
| -------- | --------------- | -------- | ---------------- | --------- | --------- |
| CRO      | Nikola Mektić   | CRO      | Mate Pavić       | 5         | 1         |
| USA      | Austin Krajicek | AUT      | Oliver Marach    | 71        | 2         |
| RSA      | Raven Klaasen   | JPN      | Ben McLachlan    | 71        | 3         |
| ESA      | Marcelo Arévalo | NED      | Matwé Middelkoop | 93        | 4         |

- Bảng xếp hạng vào ngày 12 tháng 4 năm 2021

### Vận động viên khác
Đặc cách:
- Miomir Kecmanović /  Dušan Lajović
- Ivan Sabanov /  Matej Sabanov

Thay thế:
- Artem Sitak /  Stefano Travaglia

### Rút lui
Trước giải đấu
- Nikola Mektić /  Mate Pavić → thay thế bởi  Artem Sitak /  Stefano Travaglia
- Hugo Nys /  Tim Pütz → thay thế bởi  Matteo Berrettini /  Andrea Vavassori

### Bỏ cuộc
- Rohan Bopanna /  Pablo Cuevas

## Nội dung đơn WTA

### Hạt giống
| Quốc gia | Tay vợt                  | Xếp hạng1 | Hạt giống |
| -------- | ------------------------ | --------- | --------- |
| RUS      | Anastasia Pavlyuchenkova | 30        | 1         |
| KAZ      | Yulia Putintseva         | 34        | 2         |
| CHN      | Zhang Shuai              | 41        | 3         |
| ESP      | Paula Badosa             | 42        | 4         |
| ARG      | Nadia Podoroska          | 44        | 5         |
| FRA      | Kristina Mladenovic      | 53        | 6         |
| SWE      | Rebecca Peterson         | 61        | 7         |
| MNE      | Danka Kovinić            | 62        | 8         |

- 1 Bảng xếp hạng vào ngày 10 tháng 5 năm 2021

### Vận động viên khác
Đặc cách:
- Olga Danilović
- Ivana Jorović
- Lola Radivojević

Bảo toàn thứ hạng:
- Mihaela Buzărnescu
- Andrea Petkovic

Vượt qua vòng loại:
- Cristina Bucșa
- Réka Luca Jani
- Ana Konjuh
- María Camila Osorio Serrano
- Kamilla Rakhimova
- Wang Xiyu

Thua cuộc may mắn:
- Viktoriya Tomova

### Rút lui
Trước giải đấu
- Kiki Bertens → thay thế bởi  Aliaksandra Sasnovich
- Sorana Cîrstea → thay thế bởi  Kaja Juvan
- Fiona Ferro → thay thế bởi  Anna Kalinskaya
- Svetlana Kuznetsova → thay thế bởi  Kristýna Plíšková
- Magda Linette → thay thế bởi  Ajla Tomljanović
- Anastasia Pavlyuchenkova → thay thế bởi  Viktoriya Tomova
- Elena Rybakina → thay thế bởi  Polona Hercog
- Anastasija Sevastova → thay thế bởi  Tereza Martincová
- Laura Siegemund → thay thế bởi  Tímea Babos
- Donna Vekić → thay thế bởi  Andrea Petkovic
- Zheng Saisai → thay thế bởi  Nina Stojanović

### Bỏ cuộc
- Ana Konjuh

## Nội dung đôi WTA

### Hạt giống
| Quốc gia | Tay vợt           | Quốc gia | Tay vợt         | Xếp hạng1 | Hạt giống |
| -------- | ----------------- | -------- | --------------- | --------- | --------- |
| JPN      | Shuko Aoyama      | JPN      | Ena Shibahara   | 26        | 1         |
| HUN      | Tímea Babos       | RUS      | Vera Zvonareva  | 45        | 2         |
| CHN      | Xu Yifan          | CHN      | Zhang Shuai     | 47        | 3         |
| SRB      | Aleksandra Krunić | SRB      | Nina Stojanović | 115       | 4         |

- 1 Bảng xếp hạng vào ngày 10 tháng 5 năm 2021.

### Vận động viên khác
Đặc cách:
- Ivana Jorović /  Lola Radivojević
- Elena Milovanović /  Dejana Radanović

Bảo toàn thứ hạng:
- Natela Dzalamidze /  Irina Khromacheva

Thay thế:
- María Camila Osorio Serrano /  Emily Webley-Smith

### Rút lui
Trước giải đấu
- Aliona Bolsova /  Ankita Raina → thay thế bởi  Mihaela Buzărnescu /  Ankita Raina
- Irina Khromacheva /  Danka Kovinić → thay thế bởi  Natela Dzalamidze /  Irina Khromacheva
- Elena Milovanović /  Dejana Radanović → thay thế bởi  María Camila Osorio Serrano /  Emily Webley-Smith
- Anastasia Potapova /  Vera Zvonareva → thay thế bởi  Tímea Babos /  Vera Zvonareva

## Nhà vô địch

### Đơn nam
- Matteo Berrettini đánh bại  Aslan Karatsev, 6–1, 3–6, 7–6(7–0)

### Đơn nữ
- Paula Badosa đánh bại  Ana Konjuh 6–2, 2–0, bỏ cuộc

### Đôi nam
- Ivan Sabanov /  Matej Sabanov đánh bại  Ariel Behar /  Gonzalo Escobar, 6–3, 7–6(7–5)

### Đôi nữ
- Aleksandra Krunić /  Nina Stojanović đánh bại  Greet Minnen /  Alison Van Uytvanck 6–0, 6–2